# Коњи (породица)
Коњи (лат. Equidae) су разноврсна породица сисара из реда копитара, у којој се налази само један савремен род, Equus, и 41 изумрли род. У ову породицу спадају животиње које се обично називају коњима, магарцима и зебрама. Разграничење појединих врста је још и данас спорно. Домаћи коњ и домаћи магарац, доместификовани облици дивљих коња односно афричких дивљих магараца, и данас имају важну улогу као јахаће и теглеће животиње и распрострањени су у целом свету.

## Особине
Коњи су крупне домаће животиње са великом главом и дугим екстремитетима. Величина и маса варирају; дужина од главе до репа је између 200 и 350 cm, реп је од 30 до 60 cm, а висина рамена им је од 100 до 160 cm. Крзно им је густо и најчешће кратко, а већина врста има на врату, темену и репу дуже или чак дуге длаке (види грива). Боја крзна већине врста са горње стране је сива или смеђа, а са доње белкасто-сива. Код више врста се могу појавити пруге на раменима и ногама, а све три врсте зебри познате су управо по свом упадљивом црно-бело пругастом крзну.

### Глава и зуби коња
Глава коња је снажна, упадљиво издужена а највећи део је горња вилица. И међучељусна кост је издужена. Носна кост је дуга и уска, а очне дупље су смештене далеко назад и налази се иза зуба. Вилични зглоб је смештен високо, а доња вилица је исто повећана. Очи су смештене бочно на глави, а ушке су им дуге и врло покретљиве.
Коњи имају у свакој половини вилице по три секутића, обликованих као длето. Очњак по правилу имају само мужјаци, женке га уопште немају, или је врло мали. Иза њих имају празнину, која се назива дијастема. У свакој половини вилице коњи имају најчешће три преткутњака (четврти је ретко присутан, а кад постоји, увек је први) и три кутњака. Преткутњаци и кутњаци су врло слично грађени и прилагођени су за жвакање тврде хране.

## Распрострањеност и животни простор
Дивље врсте живе у источним и јужним деловима Африке и у централној Азији.
Током последњих векова подручја настањена коњима битно су се смањила. Све до краја плеистоцена били су распрострањени у великим деловима Евроазије, Африке и у САД. На америчком континенту су из нејасних разлога изумрли пре око 10.000 година. Наслућују се разни разлози, лов новодошлих људи, климатске промене после задњег леденог доба, нека болест или садејство свих ових фактора. И у западној Европи су изумрли вероватно пре око 10.000 година. У северној Африци и западној Азији истребљени су у раздобљу антике. До 20. века одржала се у Ираку и Ирану једна популација азијског полумагарца. У источној Европи, последњи дивљи коњи, тарпани, изумрли су у 19. веку.
Као супротност томе, човек је домаће коње и домаће магарце проширио по целом свету, а у неким земљама данас у природи живе потомци обе врсте, одбегли и подивљали. Велики број подивљалих коња и магараца живе данас у Аустралији, али могу се наћи и у САД и другим земљама.
Коњи дају предност отвореним просторима као што су степе и саване, али и у сувим стаништима полупустиња и пустиња. Једино је европски тарпан био претежно становник шума.

## Начин живота

### Социјално понашање
Иако се коњи могу срести како пасу и по дану, то су ипак животиње активне претежно у сумрак и ноћу. Код неких врста, као на пример код Гревијевих зебри и афричких дивљих магараца, мужјаци запоседају „своју“ територију за парење који може бити и већи од 10 km², што је највећа позната територија код свих биљоједа. Иако се неке животиње окупљају у групе, код ових животиња нема трајних веза међу одраслима. Код неких врста, (као, нпр. дивљи коњ Пшевалског, брдске и степске зебре) мужјаци бдију над крдом које предводи женка. У том случају може доћи до окупљања већих крда са утврђеном хијерархијом. Споразумевају се са другим јединкама гестовима, начином како држе уши, вилице и реп, али и гласом.

### Храна
Коњи су прави биљоједи, и једу пре свега траву, а понекад, у различитој количини лишће и друге делове биљака. Већина врста пије воду сваки дан, иако могу издржати без воде и дуже време.

### Непријатељи
Коњи имају читав низ природних непријатеља, што су пре свега звери као што су хијене, вукови, дивљи пси и велике мачке. Као већина копитара, и коњи имају врло изражен нагон за бегом. Тело коња грађено је за брзо и устрајно трчање, па они увек покушавају, ако је то икако могуће, побећи. Ипак, притерани у ћошак, коњи могу својим копитима и угризом нападачима нанети озбиљне и болне повреде.

## Размножавање
Скотност код коња траје између 330 и 410 дана, најдуже код гревијевих зебри, најкраће код домаћих коња. На свет долази у правилу само једно младунче. Оно је релативно тешко (достиже између 9 и 13% масе мајке) и врло развијено, тако да већ који сат након доласка на свет може следити мајку. Након 0,5 и 1,5 година младунче престаје сисати. Полна зрелост наступа у доби од три до шест година, при чему се мужјаци, због социјалне структуре, могу размножавати у каснијој доби од женки. У природи је најдужи животни век коња око 40 година, док домаћи коњи могу доживети скоро 60 година.

## Еволуција коња
Најближи сродници коња су тапири и носорози, и заједно чине ред копитара (Perissodactyla). Тапири и носорози су међусобно ближи сродници. Из тог разлога се породица коња понекад, заједно с изумрлим прецима сврстава у засебан подред Hippomorpha. Прва врста у лози коња, Eohippus angustidens („коњ праскозорја“), била је величине мањег пса, на предњим стопалима је имала 4 прста, а на задњим 3. Живела је пре 55 милиона година. Породица коња (Equidae), потиче из Северне Америке, где је настала пре 55 милиона година.

## Систематика
породица 
род †
род †
род †
род †
род †
род †
род †
род †
род †
род †
род †
род †
потпородица †Anchitheriinae
род †
род †
род †
род †
род †
род †
род †
род †
род †
род †
потпородица 
род †
род †
род †
трибус †Hipparionini
род †
род †
род †
род †
род †
род †
род †
трибус 
род †
род †
род †
род 
род †
род †
род †
род †
род †
род †

## Савремене врсте
Број врста коња је још увек споран. Најчешће се разврставају у седам или осам врста:
- Дивљи коњ (Equus ferus) је у природи изумро у 1960-им, кад је изумро дивљи коњ Пшевалског (Equus ferus przewalski). Користећи примерке ове врсте које су живеле у зоолошким вртовима, у међувремену су у току пуштања на слободу ових коња у Монголији, Кини и другим земљама. Процењује се, да данас слободно живи око 2.000 јединки. Дивљи коњ је изворни облик домаћих коња.
- Афрички дивљи магарац (Equus asinus), назван још и дивљи магарац или прави магарац, у природи је високо угрожен. Још врло мало јединки живи у Еритреји, Етиопији и Сомалији. Афрички магарац је изворни облик домаћег магарца.
- Азијски магарац (Equus hemionus), често називан и полумагарцем или коњским магарцем, распрострањен је са више подврста (онагер, кулан и други) од Ирана до Индије и Монголије. Неки зоолози сматрају ове подврсте самосталним врстама, па би се према томе, зависно о гледишту, могло наћи једна, две, три или чак до шест врста азијских магараца. За разлику од афричких, азијски магарац никада није доместициран.
- Кијанг (Equus kiang) је раније сматран подврстом азијског магарца, али он је крупнији и сличнији коњу од њега. Врста живи на тибетанској висоравни и подручјима уз њу.
- Гревијева зебра (Equus grevyi) је препознатљива по својим врло уским пругама. Још само неколико хиљада јединки живи у Кенији, Сомалији и Етиопији, и сматрају се угроженом.
- Брдска зебра (Equus zebra) живи у две подврсте у Намибији и Јужној Африци. Ово је најмања врста зебри.
- Степска зебра (Equus guagga) живи јужно од Судана до Јужне Африке. Врста је препознатљива по томе што јој је и стомак пругаст, а између пруга има светлије, „засенчене“ пруге. Квага, зебра изумрла крајем 19. века, имала је пруге само на глави и врату. Данас се сматра да је била подврста степске зебре, али понекад се наводи као самостална врста.

Тачни сроднички односи међу појединим врстама ове породице ни данас нису разјашњени у потпуности. Све три врсте зебри вероватно имају заједничку линију предака, као и магарци (афрички, азијски и кијанг). Дивљи коњ је вероватно у најудаљенијем сродству од ових врста и вероватно се још врло рано одвојио од линије заједничких предака зебра-магарац.
Познати су и разни хибриди између појединих врста.

## Коњи и људи
У људској историји су домаћи коњи и домаћи магарци имали важну улогу као јахаће, теглеће и радне животиње. Тачно време доместификације ових врста није могуће утврдити, али се процењује да је магарац доместициран 4.000 година п. н. е., а коњ нешто касније.
Човек их је раширио по целом свету. Моторизација пољопривреде као и ширење аутомобилског саобраћаја су снажно потиснули коришћење коња и магараца, и данас се у индустријализованим земљама користе још само у спорту и као хоби. У мање развијеним подручјима, коњи и магарци се још увек интензивно користе. Још једно подручје њиховог коришћења је и извор меса за људску прехрану. Користи се и млеко кобила и магарица, а и њихова кожа се користи. Ипак, за разлику од других домаћих животиња, њихово коришћење у ове сврхе је другоразредног значења.

## Укрштање врста
Различите врсте унутар породице коња могу се укрштати, мада су добијени потомци обично стерилни.
Укрштањем се могу добити:
- мула, потомак мужјака магарца и женке коња. Муле су најчешћи хибридни тип и познате су по својој издржљивости.
- мазга, потомак женке магарца и мужјака коња. Мазге су мање од мула и нису толико јаке.

Такође се магарци и коњи могу укрштати са зебрама.